# 25143 Itokawa
25143 Itokawa (糸川? - IPA [itokawa]), è un piccolo asteroide Apollo del diametro medio di circa 0,33 km; descrive un'orbita attorno al Sole piuttosto eccentrica, arrivando a intersecare quella di Marte.
La comunità scientifica internazionale ha concentrato le sue attenzioni su questo asteroide poiché è oggetto di studi dettagliati da parte della sonda spaziale giapponese Hayabusa, che lo ha raggiunto nel 2005 dopo un viaggio lungo 290 milioni di km e durato 2 anni e 4 mesi.
Itokawa è il secondo asteroide su cui sia atterrata una sonda (il primo è stato 433 Eros) e il primo tentativo di prelevamento e riporto sulla Terra di campioni della superficie di un pianetino.
Itokawa fu scoperto il 26 settembre 1998 dal progetto Lincoln Near-Earth Asteroid Research (LINEAR) i cui strumenti sono situati a Socorro, nel Nuovo Messico. Il nome deriva da Hideo Itokawa, uno scienziato giapponese specializzato della progettazione di razzi. La sonda giapponese Hayabusa è arrivata in un'orbita di parcheggio (a 20 km dalla superficie) il 12 settembre 2005 e, dopo un primo tentativo fallito di atterraggio il 20 novembre successivo, il secondo tentativo è riuscito il 25 novembre.
Itokawa è un asteroide di tipo S. Il radar del Goldstone Observatory misurò che il satellite possedeva una forma allungata con un periodo di rotazione di 12,5 ore.
Hayabusa ha confermato che l'asteroide è l'unione di due o più asteroidi che si sono scontrati. Le immagini dell'Hayabusa mostrano la mancanza di crateri da impatto e una superficie molto ruvida e piena di asperità. Per la sua bassa densità e l'elevata porosità si crede che Itokawa abbia una struttura interna del tipo "rubble pile", ovvero sia un agglomerato di rocce di grandezze differenti.